# Hartmut Siebertz
Hartmut Josef Maria Siebertz (* 24. April 1951 in Kirchen/Sieg; † 1. Dezember 2020 in Bonn) war ein deutscher Arzt und Generalstabsarzt a. D. des Heeres. Zuletzt war er Amtschef des Sanitätsamtes der Bundeswehr.

## Biografie
Siebertz studierte von 1970 bis 1976 Medizin an der Universität des Saarlandes und der RWTH Aachen. Noch während seines Studiums trat er als Sanitätsoffizieranwärter in die Bundeswehr ein. Nach seiner Promotion und verschiedenen Verwendungen als Medizinalassistent an zivilen Krankenhäusern von 1977 bis 1978 war er bis 1979 Truppenarzt des Nachschubbataillons 12 in Bad Mergentheim, danach bis 1980 Brigadearzt bei der Luftlandebrigade 26 in Saarlouis, bevor er von 1980 bis 1989 als Referent bei InSan I 1 und InSan II 1 im Bundesministerium der Verteidigung (BMVg) eingesetzt war. Ab 1989 hatte er Verwendungen im Heeresamt, dort zuletzt bis 1998 als Stellvertreter des Generalarztes des Heeres, gefolgt von weiteren Verwendungen im Ministerium als Referatsleiter und Unterabteilungsleiter (Generalarzt). Im Rang eines Generalstabsarztes übernahm er 2003 den Dienstposten des Stellvertreters des Befehlshabers Sanitätsführungskommando. Vom 1. Oktober 2006 bis zum 31. Oktober 2007 war er Amtschef des Sanitätsamts der Bundeswehr.
Siebertz trat am 1. November 2007 in den Ruhestand. Er war Facharzt für Allgemeinmedizin und praktizierte in Bonn-Brüser Berg, war verheiratet und hatte drei Töchter. Am 1. Dezember 2020 starb er in Bonn.

## Auszeichnungen
Siebertz war Träger des Bundesverdienstkreuzes am Bande.